# Necrotaulius westwoodi
Necrotaulius westwoodi is een fossiele soort schietmot uit de familie Necrotauliidae.